# Stomiidae
Gli Stomidi (Stomiidae) sono una famiglia di pesci abissali, appartenenti all'ordine Stomiiformes.

## Descrizione
Benché innocui all'uomo e lunghi in media 20 cm, questi pesci hanno sviluppato incredibili strategie di caccia, che comprendono dalla mascella estroflessibile di Malacosteus niger al barbiglio penzolante degli Idiacanthus. Altra caratteristica di alcuni di questi pesci è la totale mancanza di scaglie e hanno nella maggior parte dei casi un colore nero o marrone, per mimetizzarsi nel buio totale degli abissi marini. Come tutti i predatori di profondità, dispongono ovviamente di fotofori allineati su tutto il corpo, che servono per attrarre la preda verso il pesce.

## Alimentazione
Benché si nutrano di piccoli pesci e crostacei, non capita raramente che riescano a inghiottire prede grandi anche la metà di essi, dato il fatto che hanno stomaco e bocca espandibili. Possono però finire anch'essi prede di delfini, capodogli e altri grandi animali capaci di arrivare a notevoli profondità.

## Generi
Attualmente si contano 277 specie di Stomidi suddivisi in 28 generi, ma visti gli ambienti difficilmente raggiungibili dall'uomo, si suppone che alcune specie non siano ancora state scoperte.
- Sottofamiglia Astronesthinae
  - Astronesthes
  - Borostomias
  - Eupogonesthes
  - Heterophotus
  - Neonesthes
  - Rhadinesthes
- Sottofamiglia Chauliodontinae
  - Chauliodus
- Sottofamiglia Idiacanthinae
  - Idiacanthus
- Sottofamiglia Malacosteinae
  - Aristostomias
  - Malacosteus
  - Photostomias
- Sottofamiglia Melanostomiinae
  - Bathophilus
  - Chirostomias
  - Diplostomias
  - Echiostoma
  - Eustomias
  - Flagellostomias
  - Grammatostomias
  - Leptostomias
  - Melanostomias
  - Odontostomias
  - Opostomias
  - Pachystomias
  - Photonectes
  - Tactostoma
  - Thysanactis
  - Trigonolampa
- Sottofamiglia Stomiinae
  - Stomias